# Juan Jayo
Juan José Jayo Legario (Changuillo, Provincia de Nazca, Departamento de Ica, Perú; 20 de enero de 1973) es un exfutbolista y actual director técnico peruano. Jugaba como mediocampista central y su primer equipo fue Alianza Lima, club donde también se retiró.

## Trayectoria

### Como jugador
Comenzó su carrera en Alianza Lima en el año 1990. En 1997 obtuvo su primer título con la casaca blanquiazul luego de ganar los Torneos Apertura y Clausura de ese mismo año. Luego de buenas temporadas en este club, le llegó una oferta de Unión de Santa Fe.
El hecho más recordado en su estadía en este equipo fue un gol que le marcó a River Plate desde media cancha. El volante se encuentra en el once ideal de toda la historia de Unión de Santa Fe.
En el año 2001 firmó para el Celta de Vigo, equipo con el que fue subcampeón de la Copa del Rey. El campeón fue el Zaragoza, donde militaba su compatriota Miguel Rebosio.
En la siguiente temporada fichó por Las Palmas y luego regresó al Perú, donde siguió jugando en Alianza Lima, equipo con el que ha obtenido el Torneo Apertura 2004 y 2006, así como los títulos nacionales del 2003, 2004 y 2006.
A mediados del 2008, tras ser separado de Alianza, tuvo una corta estancia en José Gálvez de Chimbote. Sin embargo, a principios de 2009 volvió nuevamente al cuadro blanquiazul. El 26 de julio de ese mismo año, tras derrotar a Cienciano en Cuzco, cumplió 400 partidos en la Primera División peruana.
Al finalizar dicha temporada, donde su equipo quedó como subcampeón, fue elegido como el Mejor Volante de Contención del Campeonato Descentralizado 2009.
Durante el 2012, una dura crisis económica afectó a Alianza Lima, sin embargo Jayo, como capitán y uno de los últimos referentes decidió quedarse en el club, cuyas riendas tomó una administración temporal. Puso su cuota de experiencia para que el equipo permanezca en la máxima categoría, lo cual finalmente se consiguió a algunas fechas del final. Su último partido oficial como profesional lo jugó en la victoria blanquiazul ante Real Garcilaso, el 18 de noviembre de 2012 ante una gran cantidad de público que rindió homenaje a su trayectoria. Por otra parte, su último partido en general como profesional, lo disputó el 1 de diciembre del mismo año, cuando Alianza Lima venció 2-0 a Universitario en un amistoso jugado en Fort Laudardale por la Inka Cup. 
Durante su carrera profesional con Alianza Lima disputó 454 encuentros en Primera División desde 1990 hasta 2012, anotando 22 goles (19 en el torneo local, 2 en Copa Libertadores y 1 en Copa Merconorte).

### Como entrenador
En 2015 se sumó al comando técnico de Gustavo Roverano en Alianza Lima, aunque el entrenador aclaró que fue una decisión de la directiva y no un pedido suyo. Al año siguiente siguió cumpliendo la misma función, esta vez secundando a Roberto Mosquera, y tras la salida del técnico, dirigió interinamente al equipo hasta finales de 2016.
En 2017 se produjo la llegada al banco blanquiazul de Pablo Bengoechea, quien invitó a Jayo a sumarse a su comando técnico. Juntos lograron que Alianza Lima se consagrara campeón, cortando así una sequía de más de una década sin títulos. Sin embargo, una vez conseguido el objetivo y por pedido del entrenador uruguayo, el contrato de Jayo no fue renovado.
En marzo de 2018 fue contratado por Walter Ormeño para la Copa Perú, pero a los pocos meses decidió irse a dirigir a Alfredo Salinas en la Segunda División del Perú. Debido a los pobres resultados, se produjo su salida y en septiembre de ese mismo año asumió la dirección técnica de Sport Áncash.

## Clubes

### Como asistente técnico
| Club         | País | Año       |
| ------------ | ---- | --------- |
| Alianza Lima | Perú | 2015-2017 |

### Como entrenador
| Club            | País  | Año   | P  | PG | PE | PP | Rendimiento |
| --------------- | ----- | ----- | -- | -- | -- | -- | ----------- |
| Alianza Lima    | Perú  | 2016  | 8  | 4  | 1  | 3  | 41.67%      |
| Alfredo Salinas | Perú  | 2018  | 15 | 2  | 4  | 9  | 41.67%      |
| Sport Áncash    | Perú  | 2018  | 6  | 1  | 1  | 4  | 41.67%      |
| Total           | Total | Total | 29 | 7  | 6  | 16 | 38.64%      |

## Selección nacional
Fue internacional con la Selección de Perú entre los años 1994 y 2008, alcanzando a disputar un total de 97 partidos, lo que lo ubica como el cuarto jugador con más presencias en la historia. Su único gol lo convirtió el 26 de mayo de 2000 a Chile en el marco de las Eliminatorias para el Mundial 2002.
El 26 de marzo de 2008 se produjo su última aparición con la selección en la victoria 3 a 1 ante Costa Rica en un amistoso.

## Estadísticas

### Clubes
| Alianza Lima · Perú |               |               |     |   |   |    |    |     |     |    |
| 1.ª | 1990          | 3             | 0   | - | - | -  | -  | 3   | 0   |    |
| 1.ª | 1991          | 1             | 0   | - | - | -  | -  | 1   | 0   |    |
| 1.ª | 1992          | 12            | 0   | - | - | -  | -  | 12  | 0   |    |
| 1.ª | 1993          | 31            | 0   | - | - | -  | -  | 31  | 2   |    |
| 1.ª | 1994          | 32            | 0   | - | - | 5  | 0  | 37  | 4   |    |
| 1.ª | 1995          | 45            | 0   | - | - | 7  | 1  | 52  | 3   |    |
| 1.ª | 1996          | 33            | 0   | - | - | -  | -  | 33  | 1   |    |
| 1.ª | 1997          | 26            | 0   | - | - | 5  | 0  | 31  | 0   |    |
| 1.ª | 1998          | 31            | 0   | - | - | 8  | 1  | 39  | 3   |    |
| 1.ª | 2002          | 15            | 0   | - | - | 4  | 0  | 19  | 1   |    |
| 1.ª | 2003          | 31            | 0   | - | - | 7  | 0  | 38  | 1   |    |
| 1.ª | 2004          | 33            | 0   | - | - | 4  | 0  | 37  | 3   |    |
| 1.ª | 2005          | 36            | 0   | - | - | 5  | 0  | 41  | 3   |    |
| 1.ª | 2006          | 18            | 0   | - | - | -  | -  | 18  | 2   |    |
| 1.ª | 2007          | 35            | 0   | - | - | 4  | 0  | 39  | 0   |    |
| 1.ª | 2008          | 12            | 0   | - | - | -  | -  | 12  | 0   |    |
| 1.ª | 2009          | 34            | 0   | - | - | -  | -  | 34  | 0   |    |
| 1.ª | 2010          | 16            | 0   | - | - | 2  | 0  | 18  | 0   |    |
| 1.ª | 2011          | 10            | 0   | - | - | -  | -  | 10  | 0   |    |
| 1.ª | 2012          | 19            | 0   | - | - | -  | -  | 19  | 1   |    |
| Total club | Total club    | 473           | 0   | 0 | 0 | 51 | 2  | 524 | 24  |    |
| Unión Argentina |               |               |     |   |   |    |    |     |     |    |
| 1.ª | 1998-99       | 15            | 0   | - | - | -  | -  | 15  | 0   |    |
| 1.ª | 1999-00       | 31            | 0   | - | - | -  | -  | 31  | 1   |    |
| 1.ª | 2000-01       | 15            | 0   | - | - | -  | -  | 15  | 0   |    |
| Total club | Total club    | 61            | 0   | 0 | 0 | 0  | 0  | 61  | 1   |    |
| Celta de Vigo · España |               |               |     |   |   |    |    |     |     |    |
| 1.ª | 2000-01       | 14            | 0   | 4 | 0 | 2  | 0  | 20  | 4   |    |
| Total club | Total club    | 14            | 0   | 4 | 0 | 2  | 0  | 20  | 4   |    |
| U. D. Las Palmas · España |               |               |     |   |   |    |    |     |     |    |
| 1.ª | 2001-02       | 18            | 0   | 1 | 0 | -  | -  | 19  | 0   |    |
| Total club | Total club    | 18            | 0   | 1 | 0 | 0  | 0  | 19  | 0   |    |
| José Gálvez · Perú |               |               |     |   |   |    |    |     |     |    |
| 1.ª | 2008          | 9             | 0   | - | - | -  | -  | 9   | 0   |    |
| Total club | Total club    | 9             | 0   | 0 | 0 | 0  | 0  | 9   | 0   |    |
| Total carrera | Total carrera | Total carrera | 575 | 0 | 5 | 0  | 53 | 2   | 633 | 29 |
| (1) Incluye datos de la Copa del Rey (2001-02, 2002-03). (2) Incluye datos de la Copa Libertadores (1994, 1995, 1997, 1998, 2003, 2004, 2005, 2007, 2010); Liga Europa de la UEFA (2001-02); Copa Sudamericana (2002, 2003). (3) No incluye goles en partidos amistosos. |               |               |     |   |   |    |    |     |     |    |

### Selección
| Selección   | Año   | Amistoso | Amistoso | Copa América | Copa América | Copa de Oro | Copa de Oro | Eliminatorias | Eliminatorias | Total | Total |
| Selección   | Año   | PJ       | G        | PJ           | G            | PJ          | G           | PJ            | G             | PJ    | G     |
| Perú · Perú | 1994  | 4        | 0        | -            | -            | -           | -           | -             | -             | 4     | 0     |
| Perú · Perú | 1996  | 4        | 0        | -            | -            | -           | -           | 6             | 0             | 10    | 0     |
| Perú · Perú | 1997  | 4        | 0        | -            | -            | -           | -           | 8             | 0             | 12    | 0     |
| Perú · Perú | 1998  | 2        | 0        | -            | -            | -           | -           | -             | -             | 2     | 0     |
| Perú · Perú | 1999  | 7        | 0        | 3            | 0            | -           | -           | -             | -             | 10    | 0     |
| Perú · Perú | 2000  | -        | -        | -            | -            | 3           | 0           | 9             | 1             | 12    | 1     |
| Perú · Perú | 2001  | -        | -        | 4            | 0            | -           | -           | 8             | 0             | 12    | 0     |
| Perú · Perú | 2003  | 9        | 0        | -            | -            | -           | -           | 4             | 0             | 13    | 0     |
| Perú · Perú | 2004  | -        | -        | 4            | 0            | -           | -           | 7             | 0             | 11    | 0     |
| Perú · Perú | 2005  | -        | -        | -            | -            | -           | -           | 3             | 0             | 3     | 0     |
| Perú · Perú | 2007  | 3        | 0        | -            | -            | -           | -           | 3             | 0             | 6     | 0     |
| Perú · Perú | 2008  | 2        | 0        | -            | -            | -           | -           | -             | -             | 2     | 0     |
| Perú · Perú | Total | 35       | 0        | 11           | 0            | 3           | 0           | 48            | 1             | 97    | 1     |

### Resumen estadístico
| Competición           | Encuentros | Goles | Promedio |
| --------------------- | ---------- | ----- | -------- |
| Primera División      | 575        | 26    | 0,04     |
| Copas nacionales      | 5          | 0     | 0,00     |
| Copas internacionales | 53         | 2     | 0,03     |
| Selección de Perú     | 97         | 1     | 0,01     |
| Total                 | 730        | 29    | 0,03     |

## Palmarés

### Torneos cortos
| Título               | Club         | País | Año  |
| -------------------- | ------------ | ---- | ---- |
| Torneo Metropolitano | Alianza Lima | Perú | 1990 |
| Torneo Apertura      | Alianza Lima | Perú | 1997 |
| Torneo Clausura      | Alianza Lima | Perú | 1997 |
| Torneo Clausura      | Alianza Lima | Perú | 2003 |
| Torneo Apertura      | Alianza Lima | Perú | 2004 |
| Torneo Apertura      | Alianza Lima | Perú | 2006 |

### Campeonatos nacionales
| Título           | Club         | País | Año  |
| ---------------- | ------------ | ---- | ---- |
| Primera División | Alianza Lima | Perú | 1997 |
| Primera División | Alianza Lima | Perú | 2003 |
| Primera División | Alianza Lima | Perú | 2004 |
| Primera División | Alianza Lima | Perú | 2006 |

### Distinciones individuales
| Distinción                                                                                  | Año  |
| ------------------------------------------------------------------------------------------- | ---- |
| Mejor volante de contención del futbol peruano                                              | 2009 |
| Incluido dentro de los 100 extranjeros más emblemáticos que pasaron por el fútbol argentino | 2017 |